# Shabana Mahmood

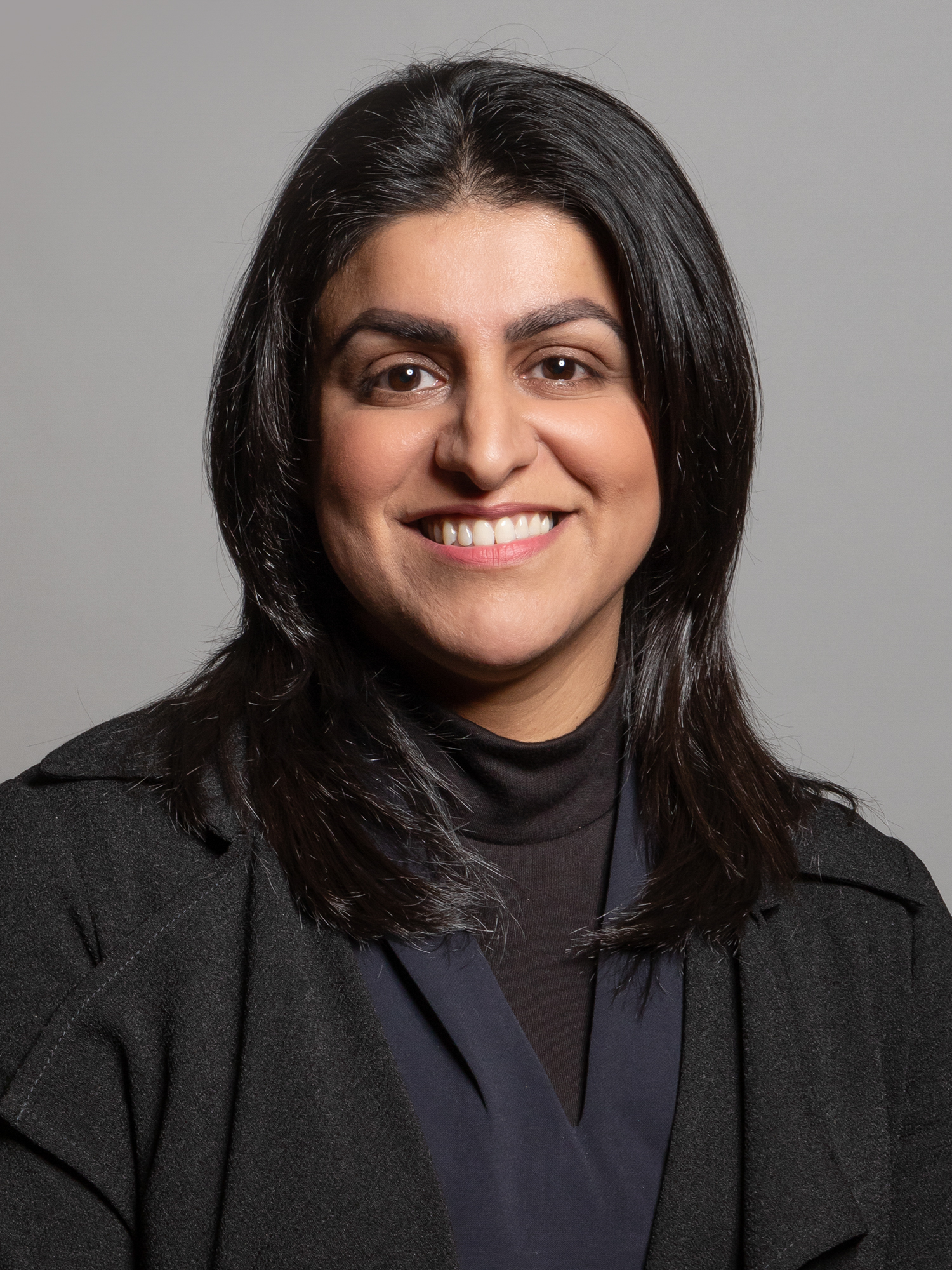
Shabana Mahmood 2020

Shabana Mahmood (geboren am 17. September 1980 in Birmingham) ist eine Rechtsanwältin und britische Politikerin der Labour Party. Am 5. Juli 2024 wurde sie zur Lordkanzlerin und Justizministerin im Kabinett Starmer ernannt.

## Kindheit, Schulbildung, Studium
Mahmood wuchs in Birmingham auf. Ihre Familie stammt aus  Mirpur, in Azad Kashmir, Pakistan. Ihr Vater war Bauingenieur; er war Vorsitzender der Ortsgruppe der Labour Party.  Nachdem die Familie nach Ta'if in Saudi-Arabien umgezogen war, lebte sie dort fünf Jahre lang. Mahmood besuchte die  Small Heath comprehensive school, anschließend die  King Edward VI Camp Hill School for Girls in Birmingham.
Danach studierte sie Rechtswissenschaft am   Lincoln College, Oxford  wo sie ihren Abschluss machte. Sie ist als Barrister zugelassen, ihr Fachgebiet ist  das Schadensersatzrecht.
Als Abgeordnete im Unterhaus vertritt sie seit 2010 den Wahlkreis Birmingham Ladywood. Im Schattenkabinett von Keir Starmer war sie seit 2021 für die Koordination der Wahlkampagnen der Labour Party zuständig. Im Jahr 2015 war sie  Shadow Chief Secretary to the Treasury.

## Parlamentsabgeordnete
Bei der Britischen Unterhauswahl 2010 wurde Mahmood im Wahlkreis Birmingham Ladywood gewählt, sie erhielt 10.105 Stimmen und folgte der Labourministerin Clare Short nach, die nicht mehr kandidierte.  Neben  Rushanara Ali und Yasmin Qureshi gehörte Mahmood zu den ersten  weiblichen muslimischen Parlamentsabgeordneten.
Mahmood hatte im Parlament eine Reihe von Front Bench Ämtern unter  Ed Miliband inne, einschließlich der Schattenministerin für das Gefängniswesen, der Schattenministerin für Höhere Bildung und der  Shadow Financial Secretary to the Treasury.
Nach der  Britischen Unterhauswahl 2015 wurde Mahmood zur Shadow Chief Secretary to the Treasury ernannt. Im September 2015 gab sie diese Funktion auf, nachdem Jeremy Corbyn zum  Vorsitzenden der Labour Party gewählt worden war. Sie erklärte, sie sei in Wirtschaftsfragen diametral anderer Meinung als Corbyn.
Im Januar 2016 wurde Mahmood für die Parliamentary Labour Party in das National Executive Committee der Partei gewählt; im Juli 2016 wurde sie in diesem Amt bestätigt. Im November 2016 wurde  Mahmood zu einer der beiden stellvertretenden Vorsitzenden in  Labours National Policy Forum gewählt.
Sie unterstützte bei der Vorsitzendenwahl 2016 Labour Party (UK) Owen Smith bei seinem vergeblichen Versuch, Jeremy Corbyn abzulösen.
In November 2016 nahm  Mahmood nicht an einer Abstimmung im Parlament teil, bei der es um einen Antrag ging, die Unterstützung des Vereinigten Königreichs für die  Militärintervention im Jemen zu beenden.
Bei der Britische Unterhauswahl 2017 wurde sie erneut ins Parlament gewählt, wobei ihr Stimmenanteil auf über 80 % anstieg, das war einer der höchsten Werte im ganzen Land; bei der  Britischen Unterhauswahl 2019 gelang es ihr, den Sitz erneut zu verteidigen mit einem geringfügigen Stimmenverlust.
Nachdem Labour 2019 die Wahl verloren hatte, wurde eine Kommission eingesetzt, die die Wahlauftritte der Partei untersuchen sollte. Mahmood gehörte der Kommission zusammen mit Lucy Powll, Ed Miliband, Jo Platt und anderen an. Wegen ihrer Arbeit in der Kommission verzichtete Mahmood darauf, an der Vorsitzendenwahl der Labour Party 2020 teilzunehmen.
Seit 2017 arbeitet Mahmood im Public Accounts Committee mit.

### Wahlerfolge
| Wahltermin                   | Stimmen | %    | Veränderung |
| ---------------------------- | ------- | ---- | ----------- |
| Britische Unterhauswahl 2010 | 19,950  | 55.7 | + 3.0       |
| Britische Unterhauswahl 2015 | 26,444  | 73.6 | + 18.0      |
| Britische Unterhauswahl 2017 | 34,166  | 82.7 | + 9.1       |
| Britische Unterhauswahl 2019 | 33,355  | 79.2 | - 3.5       |

## Standpunkte und Kontroversen
Im August 2014 wurde Mahmood beschuldigt sie fördere die „Herrschaft der Straße“, nachdem sie auf YouTube erklärt hatte, sie habe an einer Protestaktion gegen israelische Waren teilgenommen, wodurch ein Supermarkt gezwungen gewesen sei, vorübergehend zu schließen. Simon Johnson, CEO des Jewish Leadership Council übte scharfe Kritik an Mahmood mit den Worten, es sei völlig unakzeptabel, dass ein Parlamentsmitglied Unruhen schüre. Mike Freer, Mitglied der konservativen Fraktion im Parlament, erklärte, es sei beschämend, wenn ein Parlamentarier die Herrschaft der Straße auf den Plan rufe.
Ein Sprecher des Vorsitzenden der Labour Party Ed Miliband erklärte später, laut Ed Miliband würde Labour einen Boykott Israels nicht unterstützen und trete entschieden gegen eine Isolierung Israels auf. Shabana Mahmood habe klargemacht, dass sie nicht die Aufrufe zu einem Boykott von Waren aus Israel unterstütze, sondern lediglich dafür ausspreche, dass Waren aus der Region deutlich gekennzeichnet würden.
Am 21. August 2014 teilte Mahmood mit, sie werde auch weiterhin Aufrufe zum Boykott von Waren aus israelischen Siedlungen unterstützen. In diesem Punkt stimme sie mit der Parteiführung nicht überein. Um ihren Standpunkt zu unterstreichen, führte Mahmood aus: „Wir alle stimmen doch darin überein, dass die israelischen Siedlungen auf den West Banks nach dem Völkerrecht illegal  und nicht ein Teil von Israel sind. Sie sind ein Hindernis für die Zwei-Staaten-Lösung und für einen dauerhaften Frieden zwischen Israel und Palästina.“ Sie habe nicht zu einem Boykott von Waren aus Israel aufgerufen. Es gebe keine Meinungsverschiedenheit (in der Partei) dazu, dass ein genereller Boykott von Waren aus Israel zu einem dauerhaften Frieden in der Region nicht beitragen würde.
Im März 2019 sprach sie im Parlament zu den Besorgnissen von Bürgern aus ihrem Wahlkreis, die ihre Besorgnisse zum Sexualkundeunterricht und ähnlichem geäußert hatten im Zusammenhang mit dem Programm „No Outsiders“ an der Parkfield Community School. Später erklärte Mahmood, ihre Äußerungen seien missverstanden worden; sie verurteilte „homophobe Transparente“ und „feindselige Proteste“.

## Auszeichnungen
Im Januar 2014 wurde Mahmood zur „Politikerin des Jahres“ im Rahmen der British Muslim Awards ernannt.
Im Oktober 2015 wurde sie im Rahmen der Women at  the Top Awards der Frauenzeitschrift  Marie Claire ausgezeichnet.
2018 wurde Mahmood zu einer der Brummies Who Inspire im Rahmen der Feiern zum 175-jährigen Bestehen der Birmingham City University ernannt (Brummy ist ein umgangssprachlicher Ausdruck für Menschen aus Birmingham, d.Ü.).